# Horst Günter
Horst Günter (Lipsia, 23 maggio 1913 – Amburgo, 7 gennaio 2013) è stato un baritono tedesco e insegnante di canto.

## Biografia

### Carriera come cantante d'opera
Günter si unì al coro di San Tommaso a Lipsia all'età di 9 anni e cantò lì come ragazzo soprano. Il suo primo insegnante di canto fu Karl Straube. Questo lo indirizzò al professore di musica Fritz Polster a Lipsia. Günter ha ricevuto la sua formazione vocale presso il Conservatorio di Lipsia, dove si è laureato nel 1938. Ha completato ulteriori studi vocali a Innsbruck, Bologna e infine a Berlino con il noto artista Emmi Leisner. Inoltre, Günter ha studiato musicologia per quattro anni.
Günter inizialmente ha lavorato come cantante da concerto. Nel 1937 debuttò a Eisenach come Cristo nella Passione di San Matteo di Bach e Nel 1938 ha cantato nella chiesa di San Tommaso a Lipsia sempre la stessa opera. Nel 1938 si esibisce con il Berlin Philharmonic Choir di Parigi con l'Oratorio di Natale di Bach. Dal 1939 al 1940 Günter fu brevemente arruolato per il servizio militare nella Wehrmacht. Seguirono gli impegni concertistici a Firenze (1940), Romania (1940) e Venezia (1942).
Nel 1941 fece il suo debutto come cantante d'opera al teatro statale di Schwerin; il suo debutto fu il ruolo del conte Almaviva nell'opera di Mozart Le nozze di Figaro. Günter era un membro del teatro statale di Schwerin dal 1941 al 1944 (fino alla chiusura di tutti i teatri a causa della guerra). Cantava nello stesso teatro, tra gli altri, il Guglielmo in Così fan tutte, Figaro ne Il barbiere di Siviglia, Il Conte di Luna nel Il trovatore, il ruolo principale in Rigoletto e Wolfram von Eschenbach in Tannhäuser.
Nel 1944 Günter fu di nuovo arruolato nella Wehrmacht; fino al 1948, era in prigionia sovietica dopo la guerra, dove imparò il russo e si esibì in concerti. Dopo la seconda guerra mondiale, ha ripreso la sua carriera teatrale al Teatro statale di Gottinga (stagione dal 1949 al 1950). Aveva un altro impegno al teatro statale di Wiesbaden (1950). Dal 1950 al 1961 Günter è stato membro permanente dell'ensemble presso l'Opera di Stato di Amburgo e come ospite si esibì lì fino al 1968. Nel 1954 partecipò alla prima mondiale concertante dell'opera Moses und Aron (in italiano Mosè e Aronne) alla emittente tv Nordwestdeutscher Rundfunk (NWDR) di Amburgo . Ha anche avuto un contratto come ospite permanente con l'Opera di Stato della Baviera (1958-1963) e il Teatro di Stato di Stoccarda (Staatstheater Stuttgart) (1959-1965).
Günter ha lavorato alla Staatsoper Unter den Linden (1944), alla Komische Oper Berlin (1951), all'Oper Frankfurt (1952), alla Wiener Staatsoper a Vienna [3] (aprile 1953, come Figaro ne Il barbiere di Siviglia e Papageno ne Il flauto magico) e al Festival di Edimburgo (1952 come Papageno, 1956). Come cantante da concerto, è apparso dal 1951 al 1958 regolarmente al Bachwoche Ansbach Week, il festival biennale di musica di Ansbach.

### Attività come insegnante di canto
Oltre al suo lavoro come cantante d'opera, Günter ha lavorato come insegnante di canto, pedagogo vocale e trainer vocale. Ha ricoperto numerosi incarichi di insegnamento presso università in Germania e all'estero. Dal 1959 al 1965 è stato professore presso l'Accademia Musicale della Germania nord-occidentale Detmold. Dal 1965 al 1978 ha tenuto una cattedra alla Scuola di Musica di Friburgo. Dal 1978 al 1980 ha insegnato alla University of Southern California a Los Angeles. Ha tenuto conferenze in diverse università negli Stati Uniti, a Tokyo, in Francia, nel Regno Unito, in Svezia e in Finlandia. Inoltre ha regolarmente tenuto corsi di perfezionamento. Tra i suoi studenti c'è il baritono americano Thomas Hampson. Günter è stato co-fondatore della European Voice Teachers Association (EVTA). Günter ha continuato il suo lavoro come insegnante di canto fino a quando non era molto vecchio. Nel 2004 ha insegnato presso l'International Opera Studio del Teatro dell'Opera di Zurigo.

## Repertorio
Günter ha cantato sul palco principalmente il ruolo dei baritoni lirici, dove ha anche gestito i ruoli del baritono e dei baritoni cavalieri. Tra i suoi ruoli più importanti sul palco c'erano Papageno ne Il flauto magico (che cantò quasi 350 volte), Guglielmo, Figaro, lo zar Pietro I in Zar e carpentiere, Giorgio Germont in La traviata e Marcel in La bohème. Günter cantava raramente ruoli drammatici, riconoscendo i limiti naturali della sua voce. Tra i suoi pochi ruoli più drammatici c'era solo Mandryka nell'opera Arabella di Richard Strauss.